# Joseph Coosemans

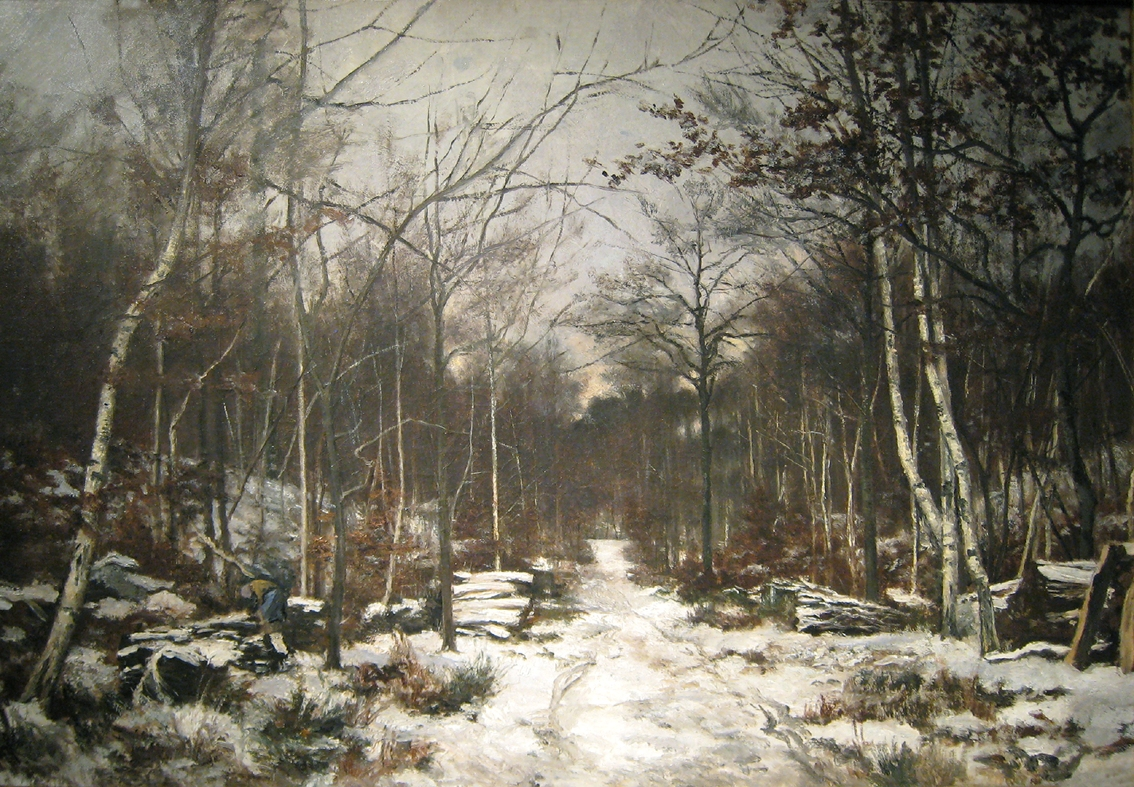
Het Zoniënwoud, door Coosemans (Museum van Elsene)

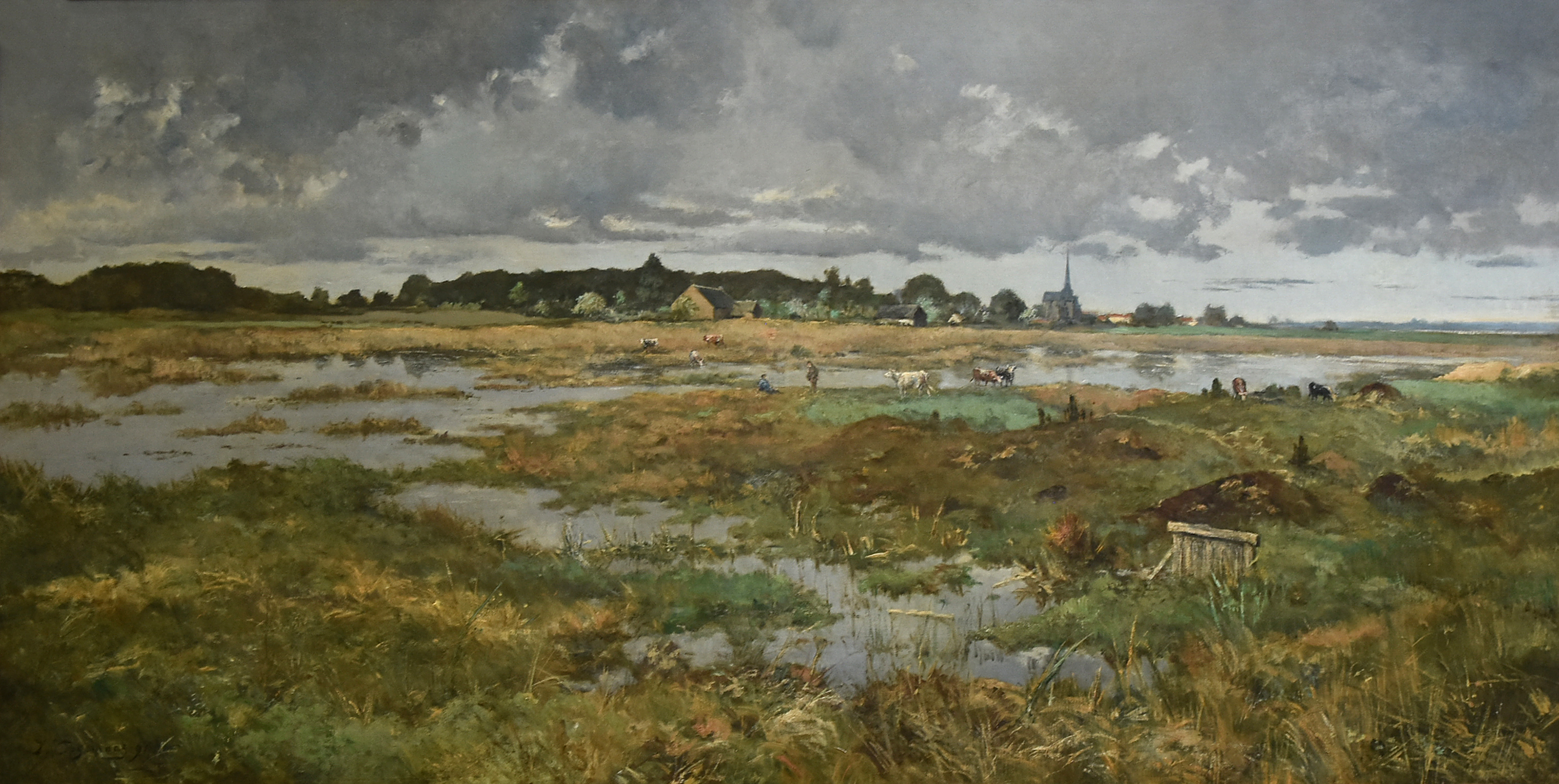
Moeras te Genck (1891) - olieverf op doek - collectie Emile Van Dorenmuseum

Joseph Coosemans (Brussel, 19 maart 1828 - Schaarbeek, 24 september 1904) was een Belgisch landschapsschilder.

## Biografie
Joseph Coosemans was de zoon van koopman Adriaan Coosemans en Anna Van der Taelen. Zijn vader overleed in 1829 en zijn moeder in 1830. Joseph en zijn oudere broer en zus werden opgevangen door een groottante en een tante. Na twee  jaar klassieke humaniora aan het jezuïetencollege van Brussel ging hij, naar het voorbeeld van zijn moeder, aan de slag als klerk bij notaris De Wever in Tervuren. Tegelijkertijd verhuisden tante Thèrese samen met Joseph en zijn broer naar Tervuren. Na drie jaar verwisselde hij die job voor werk als bediende aan de paardenstoeterij van de staat in de Warande. In 1848 nam hij daarnaast de betrekking van gemeentesecretaris van Duisburg op, in 1854 gemeentelijk ontvanger in Tervuren en messageriehouder (verantwoordelijk voor de verbinding van reizigers en post tussen Tervuren en Brussel) aldaar. 

## Coosemans als kunstschilder
In 1846 ging Coosemans in Tervuren wonen. Hij begon met schilderen, en vervaardigde aanvankelijk portretten. Onder invloed van Théodore Fourmois kreeg hij belangstelling voor de landschapsschilderkunst. Vanaf 1860 werd hij een gedreven kunstschilder, en in 1863 exposeerde hij voor het eerst.
Vanaf 1872 wijdde hij zich geheel aan de schilderkunst, en hij ging deel uitmaken van de School van Tervuren, die opgericht werd door zijn vriend Hippolyte Boulenger. Hij reisde naar Normandië, vervolgens naar Italië en weer naar Frankrijk, waar hij kennis maakte met de School van Barbizon. Vanaf 1866 woonde hij in Leuven.
Coosemans schilderde regelmatig, vanaf ca. 1874 in de Limburgse Kempen, meer bepaald in Genk en Kinrooi. Hij wordt om deze reden ook gerekend tot de zogenaamde Genkse School, waarvan hij volgens sommige bronnen zelfs de meester was.
In 1893 kreeg hij een herseninfarct, waardoor hij nog slechts zijn linkerhand kon gebruiken. Hij bleef schilderen, maar de uiterste precisie die zijn werk tot dan toe kenmerkte, was nu verdwenen. Hij ging in Schaarbeek wonen, waar hij in 1904 overleed.
Zijn werk is te vinden in musea te Brugge, Brussel, Elsene, Schaarbeek, Gent, het Emile Van Dorenmuseum in Genk, Kortrijk en Luik.